# 5803 Ötzi
5803 Ötzi este un asteroid din centura principală, descoperit pe 21 iulie 1984, de Antonín Mrkos.